# Horn genannt Goldschmidt

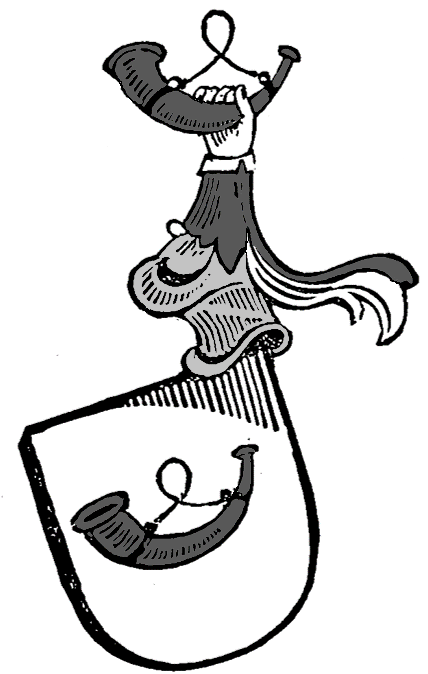
Wappen derer von Horn genannt Goldschmidt bei Anton Fahne (nachkoloriert)

Horn genannt Goldschmidt ist der Name eines erloschenen rheinländischen Adelsgeschlechts.
Die Familie ist zu unterscheiden von einer Vielzahl anderer Geschlechter namens Horn (siehe Liste der Adelsgeschlechter namens Horn).

## Geschichte
Laut Anton Fahne stammt das Geschlecht aus Neuss, wo es längere Zeit das Amt das Stadtvogts innehatte. Sie besaßen ferner die kölnischen Lehen Eikerhof (auch Eggerhof) bei Liedberg sowie Friedhof und Vogelsang bei Neuss. Bereits 1577 war Johann Horn genannt Goldschmidt mit dem Eikerhof belehnt. Noch 1785 waren die Höfe in ihren Händen.
Ein Zweig der Familie kam nach Köln, wo die Familie die Jesuiten stark unterstützte. Johann Winand Horn genannt Goldschmidt war Senator, Stimmmeister und Colonel. Er liegt auf dem Domhof begraben. Bekanntester Spross der Familie ist Johann Philipp Jakob von Horn-Goldschmidt (* 26. August 1724 in Köln; † 1. Oktober 1796 ebenda), Domherr zu Köln, Stiftsherr zu Wimpfen und ab 1764 Generalvikar im Erzbistum Köln.

## Wappen
Blasonierung: In Silber ein schwarzes Jagdhorn mit Band. Auf dem Helm mit schwarz-silbernen Helmdecken ein schwarz gekleideter Arm, welcher das Horn in der Faust hält.